# Belonchamp
Belonchamp är en kommun i departementet Haute-Saône i regionen Bourgogne-Franche-Comté i östra Frankrike. Kommunen ligger i kantonen Mélisey som tillhör arrondissementet Lure. År 2022 hade Belonchamp 207 invånare.

## Befolkningsutveckling
Antalet invånare i kommunen Belonchamp
| Referens: INSEE |